# Kataya
Kataya is een Finse muziekgroep, die beweegt op de grens van progressieve rock en ambient. De band is opgericht in 2006 en verschaft weinig informatie over zichzelf, ze laten liever de muziek voor zich spreken. In de samenstelling van de band bevindt zich veteraan Teijo Tikkanen (1971) uit de band Problems.

## Leden
- Matti Kervinen
- Sami Sarhamaa uit de band Pax Romana
- Teijo Tikkanen

tijdens concerten wordt zij aangevuld met:
- Samu Wuori
- Juha Aronen
- Tomi Laaksonen
- Pale Päiviö

## Discografie
- 2008: Canto obscura
- 2010: Voyager